# Grand Prix de Fourmies féminin 2022
La 3e édition du Grand Prix de Fourmies féminin (officiellement Choralis Fourmies Féminine Classic) a eu lieu le 11 septembre 2022. La course fait partie du calendrier international féminin UCI 2022 en catégorie 1.2. Elle est remportée par la Française Clara Copponi.

## Récit de course
Clara Copponi remporte la course au sprint.

## Classements

### Classement final
| \| Classement général \| Classement général \| Classement général \| Classement général \| Classement général \| \| Coureuse \| Coureuse \| Pays \| Équipe \| Temps \| \| ------------------ \| ----------------------- \| ------------------ \| ---------------------------------- \| ------------------ \| \| 1re \| Clara Copponi \| France \| FDJ-Suez-Futuroscope \| 2 h 50 min 58 s \| \| 2e \| Valentina Basilico \| Italie \| Bepink \| + 0 s \| \| 3e \| Maria Martins \| Portugal \| Le Col-Wahoo \| + 0 s \| \| 4e \| Valentine Fortin \| France \| Cofidis \| + 0 s \| \| 5e \| Julie De Wilde \| Belgique \| Plantur-Pura \| + 0 s \| \| 6e \| Cristina Tonetti \| Italie \| Top Girls Fassa Bortolo \| + 0 s \| \| 7e \| Martina Alzini \| Italie \| Cofidis \| + 0 s \| \| 8e \| Mieke Docx \| Belgique \| Lotto Soudal Ladies \| + 0 s \| \| 9e \| Kelly Druyts \| Belgique \| Bingoal-Chevalmeire-Van Eyck Sport \| + 0 s \| \| 10e \| Marie-Morgane Le Deunff \| France \| Arkéa Pro Cycling Team \| + 0 s \| |                         |          |                                    |                 |
| |                         |          |                                    |                 |
| Source : Cycling Quotient |                         |          |                                    |                 |
| Classement général |                         |          |                                    |                 |
| Coureuse | Coureuse                | Pays     | Équipe                             | Temps           |
| 1re | Clara Copponi           | France   | FDJ-Suez-Futuroscope               | 2 h 50 min 58 s |
| 2e | Valentina Basilico      | Italie   | Bepink                             | + 0 s           |
| 3e | Maria Martins           | Portugal | Le Col-Wahoo                       | + 0 s           |
| 4e | Valentine Fortin        | France   | Cofidis                            | + 0 s           |
| 5e | Julie De Wilde          | Belgique | Plantur-Pura                       | + 0 s           |
| 6e | Cristina Tonetti        | Italie   | Top Girls Fassa Bortolo            | + 0 s           |
| 7e | Martina Alzini          | Italie   | Cofidis                            | + 0 s           |
| 8e | Mieke Docx              | Belgique | Lotto Soudal Ladies                | + 0 s           |
| 9e | Kelly Druyts            | Belgique | Bingoal-Chevalmeire-Van Eyck Sport | + 0 s           |
| 10e | Marie-Morgane Le Deunff | France   | Arkéa Pro Cycling Team             | + 0 s           |

### Points UCI
| Position           | 1er | 2e | 3e | 4e | 5e | 6e | 7e | 8e à 10e |
| Classement général | 40  | 30 | 25 | 20 | 15 | 10 | 5  | 3        |